# وستهیل (پنسیلوانیا)
وستهیل (به انگلیسی: West Hills) یک منطقهٔ مسکونی در ایالات متحده آمریکا است که در شهرستان آرمسترانگ، پنسیلوانیا واقع شده‌است. وستهیل ۱٬۲۶۳ نفر جمعیت دارد.